# .hr
.hr este un domeniu de internet de nivel superior, pentru Croația (ccTLD).